# NGC 4103
NGC 4103 هي مجرة تتبع كوكبة صليب الجنوب. اكتشفها جيمس دنلوب في 30 أبريل 1826.

## روابط خارجية
- NGC 4103 على موقع ويكي سكاي: DSS2, SDSS, GALEX, IRAS, Hydrogen α, X-Ray, Astrophoto, Sky Map, Articles and images